# Yoshimoto Banana
Yoshimoto Banana (吉本 ばなな Yoshimoto Banana, Cát Bản Banana) là một trong những gương mặt nổi bật nhất của văn đàn Nhật Bản hiện đại, thường được so sánh cùng Murakami Haruki và Murakami Ryu, người mà với tác phẩm Kitchen đã làm nên "Bananamania" (hội chứng Banana) trên toàn thế giới. Cũng giống như các nhà văn Nhật nổi tiếng thế giới khác, tên gọi của bà khi đưa sang các ngôn ngữ nước ngoài thường được đảo thứ tự thành tên trước và họ sau, nên người ta thường quen hơn với tên gọi đã đổi lại, tức là Banana Yoshimoto của bà.

## Tiểu sử
Yoshimoto Banana tên thật là Yoshimoto Mahoko (吉本 真秀子 Yoshimoto Mahoko, Cát Bản Chân Tú Tử), sinh ngày 24 tháng 7 năm 1964 tại Tokyo, là con gái của triết gia, nhà thơ và nhà phê bình văn học Nhật Bản Yoshimoto Takaaki. Chị của bà, Yoiko Haruno, là một người vẽ hoạt hình có tiếng. Yoshimoto tốt nghiệp ngành Văn, khoa Nghệ thuật trường Đại học Nhật Bản, tại đây bà đã lấy bút danh là Banana, dựa trên sự yêu thích hoa chuối của mình, cái tên mà theo bà là rất "dễ thương" và "lưỡng tính một cách có mục đich".
Yoshimoto giữ bí mật về đời tư cá nhân của mình, và chỉ tiết lộ chút ít về người chồng là một người làm vật lý trị liệu rolfing có chứng chỉ, Tahata Hiroyoshi, hoặc người con trai (sinh năm 2003). Mỗi ngày bà dành nửa giờ để viết trên máy tính. Bà nói, "Tôi thường cảm thấy có lỗi, vì tôi viết những câu chuyện này gần như để cho vui." Bà vẫn giữ một tạp chí trực tuyến cho người hâm mộ sử dụng ngôn ngữ tiếng Anh.

## Sự nghiệp
Yoshimoto bắt đầu sự nghiệp viết văn của mình khi đang làm bồi bàn tại một nhà hàng thuộc một câu lạc bộ golf vào năm 1987. Bà đã nhắc đến tác giả người Mỹ Stephen King như một trong những người có ảnh hưởng chính đến phong cách ban đầu của bà và lấy cảm hứng từ những câu chuyện không mang tính kinh dị của ông. Khi sự nghiệp của bà bắt đầu tiến triển, Yoshimoto đã chịu ảnh hưởng nhiều hơn bởi Truman Capote và Isaac Bashevis Singer.
Kitchen, cuốn tiểu thuyết đầu tay của cô ngay lập tức trở thành hiện tượng với hơn 2,5 triệu bản sách được tiêu thụ và đã tái bản trên sáu mươi lần tại Nhật Bản. Báo chí gọi đó là "Bananamania" (hội chứng Banana). Kitchen giúp cô đoạt được các giải thưởng văn học như Giải Kaien cho các nhà văn mới năm 1987, Umitsubame First Novel Prize, Best Newcomer Artists Recommemded Prize của Bộ Giáo dục và Giải văn chương Izumi Kyoka cùng vào năm 1988. Đã có hai bộ phim được thực hiện chuyển thể từ cuốn sách: một bộ phim chiếu trên TV của Nhật Bản và một phiên bản được ra mắt rộng rãi hơn mang tên Ngã ái trù phòng (Wo ai chu fang), được sản xuất ở Hồng Kông bởi Nghiêm Hạo năm 1997.
Sau Kitchen, cô đã bán trên sáu triệu bản sách tại Nhật Bản và trở thành tác giả nổi tiếng trên toàn thế giới với hàng loạt các tác phẩm như N.P, Lizard, Asleep, Vĩnh biệt Tsugumi, Amrita... Đến nay tác phẩm của Banana bao gồm mười hai tiểu thuyết và bảy tập truyện ngắn. Hiện tại, cô đã lập gia đình và sống ở Tokyo. Khá khiêu khích, nữ tác giả còn phát biểu rằng tham vọng lớn nhất của mình là đoạt giải Nobel Văn học. Rất đặc biệt trong cách công bố tác phẩm của mình. Cô rất hăng hái tung các tác phẩm của mình không những trên những tạp chí văn học mà còn cả ở tạp chí làm đẹp, thời trang có đông người đọc. Hành động có hàm ý là văn học không phải là một hình thức nghệ thuật dành riêng cho giới đặc tuyển có học, mà là một kiểu văn hóa cùng hàng với nhạc pop, truyện tranh, trò chơi điện tử và thời trang. Đây có thể là một trong những nguyên nhân làm nên hiện tượng Banana.

## Phong cách viết văn
Yoshimoto phát biểu rằng, hai chủ đề chính trong các tác phẩm của bà là "sự cạn kiệt của giới trẻ Nhật Bản trong Nhật Bản đương đại" và "cách thức mà những trải nghiệm ghê sợ định hình cuộc đời một con người".
Các tác phẩm của bà mô tả các vấn đề phải đối mặt của thanh niên, chủ nghĩa hiện sinh nơi đô thị và những thanh thiếu niên bị mắc kẹt giữa thế giới tưởng tượng và thực tế. Các tác phẩm này không chỉ nhắm đến người trẻ tuổi và nổi loạn mà còn hướng tới những người đã trưởng thành nhưng vẫn cảm thấy trẻ trung trong tâm hồn. Các nhân vật, thiết lập và các tựa đề của Banana có một cách tiếp cận hiện đại và Mỹ hoá, nhưng vẫn có cốt lõi của Nhật Bản. Bà nhắc tới độc giả theo một cách rất riêng tư và thân thiện, với sự ấm áp và sự vô tội không giấu giếm, viết về những thứ giản đơn, như tiếng kêu cót két của sàn gỗ hay mùi thơm dễ chịu của thức ăn. Thức ăn và những giấc mơ là những chủ đề quen thuộc trong tác phẩm của bà mà thường được gắn liền với những ký ức và cảm xúc. Banana thừa nhận rằng hầu hết cảm hứng nghệ thuật của bà xuất phát từ những giấc mơ của riêng mình, và rằng bà muốn luôn được ngủ và sống một cuộc sống tràn đầy những giấc mơ.

## Các tác phẩm
- Bóng từ Ánh Trăng 1986 (xuất bản lại vào năm 2003)
- Kitchen 1988
- Utakata/ Sanctuary 1988
- Kanashii yokan 1988
- Vĩnh biệt Tsugumi 1989
- Shirakawe Yofune (白河夜船? Bạch hà dạ thuyền) 1989
- N.P 1990
- Tokage 1993
- Amrita 1994
- Marika no nagai yoru/ Bari yume nikki 1994
- Sly 1996
- Hachikou no saigou no koibito 1996
- Trăng mật 1997
- Hardboiled/ Hardluck 1999
- Furin no nambei 2000
- Karada ha zenbu shitte iru 2000
- Hanagiku no jinsei 2000
- Niji (虹? Cầu vồng) 2002
- Oukoku Sono 1; Andromeda Hights 2002
- Argentin Babaa 2002
- Hagoromo 2003
- Dead end no omoide 2003
- Oukoku Sono 2; itami, ushinawareta mono no kage, soshite mahou 2004
- Umi no futa 2004
- High and dry (hatsukoi) 2004
- Nankuru nai 2004
- Oukoku Sono 3; himitsu no hanazono 2005
- Mizuumi 2005
- Iruka 2006

## Tác phẩm đã dịch ra tiếng Việt
- Kitchen, Lương Việt Dũng dịch, Nhà xuất bản Hội nhà văn, H. 2006
- N.P, Lương Việt Dũng dịch, Nhà xuất bản Đà Nẵng, 2006
- Vĩnh biệt Tugumi, Vũ Hoa dịch, Nhà xuất bản Đà Nẵng, 2007.
- Amrita (Amurita), Trần Quang Huy dịch, Công ty Nhã Nam, Nhà xuất bản Hội nhà văn, 2008.
- Say ngủ, Trương Thị Mai dịch, Công ty Nhã Nam, Nhà xuất bản Văn hóa Sài Gòn, 2008.
- Thằn Lằn, Nguyễn Phương Chi dịch, Công ty Nhã Nam, Nhà xuất bản Văn học, 2009.
- Hồ, Uyên Thiểm dịch, Công ty Nhã Nam, Nhà xuất bản Hội nhà văn, 2014.
- Nắp biển, Dương Thị Hoa dịch, Công ty Nhã Nam, Nhà xuất bản Hội nhà văn, 2018.